# Tarragona–Valencia-vasútvonal

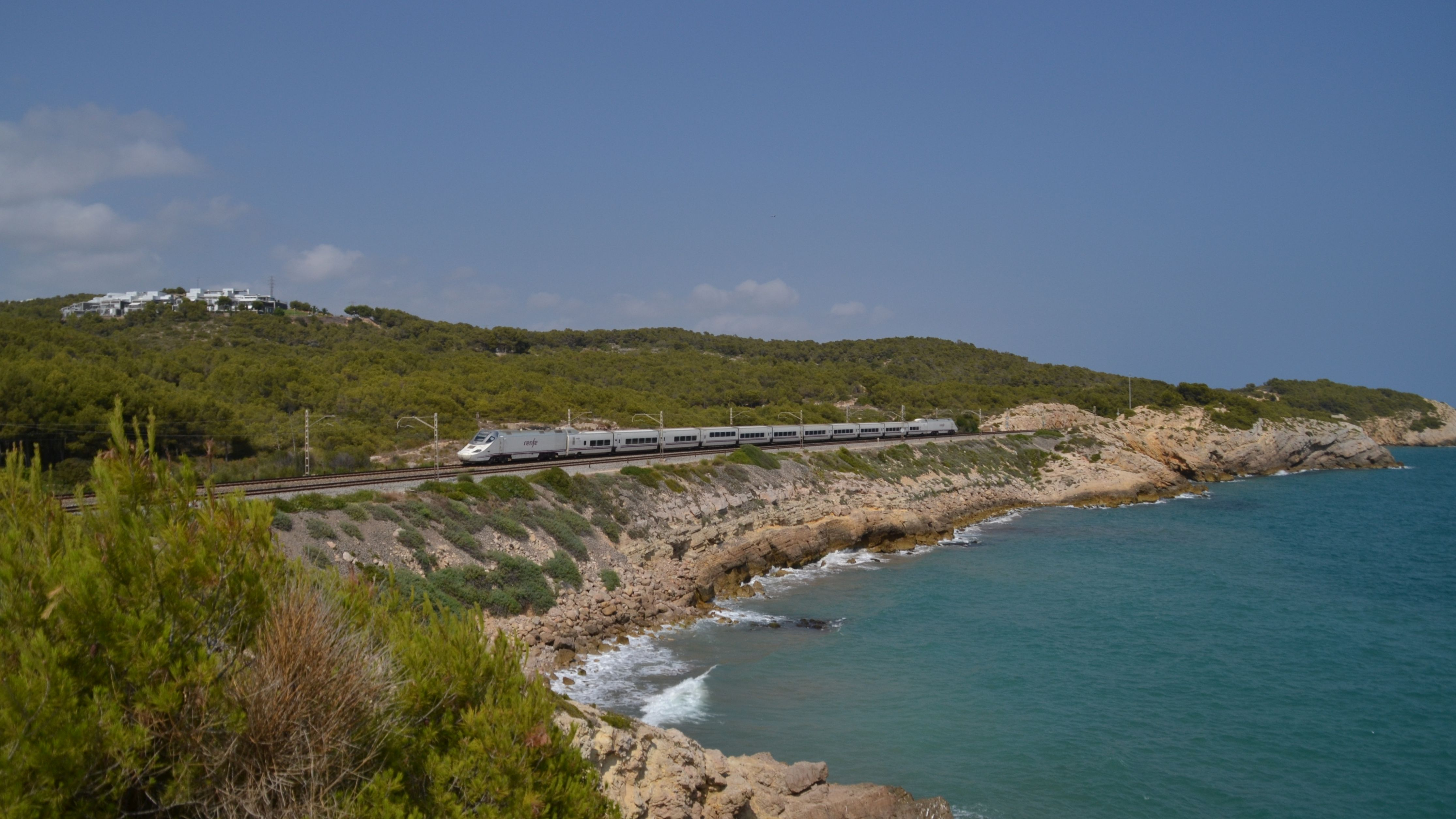
Talgo vonat a Mediterrán korridoron

A Tarragona–Valencia-vasútvonal egy 1868-ban megnyitott, 1668 mm nyomtávolságú, részben kétvágányú (Tarragona–Cambrils között egyvágányú), 299,7 km hosszú vasútvonal Spanyolországban Tarragona és Valencia között. A vonalat 1973-ban villamosították 25 kV 50 Hz AC áramrendszerrel. Maximális sebesség a vonatoknak 220 km/h, de az egyvágányú szakaszon 160 km/h sebességkorlátozás van érvényben.
Egyaránt közlekednek itt nagysebességű Euromed- és Talgo-vonatok, távolsági és regionális járatok is. Része a mediterrán vasúti korridornak.
Tulajdonosa az ADIF, a járatokat az RENFE üzemelteti.

## Útvonal
A vonal Valenciát köti össze Tarragonával és tovább Barcelonával, követi a Földközi-tenger partját, és olyan nagyvárosokat és tengerparti településeket szolgál ki, mint Sagunto, Castellón de la Plana, Tortosa és Tarragona. A Valencia-Castellón szakaszon 2018 januárjában 355 millió euróból egy harmadik sínnel kettős nyomtávúvá építették át (fonódott vágány), lehetővé téve a normál nyomtávú AVE nagysebességű vasúti járatok közlekedését Castellónból Valencián keresztül Madridba. 2020. január 13-án megkezdődött a kereskedelmi forgalom a Camp de Tarragona és Vandellòs közötti 46,5 km hosszúságú, újonnan épített vágányán, amely megkerüli az utolsó megmaradt egyvágányú szakaszt a mediterrán folyosón Tarragonától nyugatra. Az új szakasz egy háromszög alakú csomóponthoz vezet a Madrid-Barcelona nagysebességű vasútvonalhoz, Camp de Tarragona állomástól nyugatra.

## Szolgáltatások
A fent említett AVE-járatok mellett a Cercanías Valencia vasúti járatai közlekednek Castellónba, valamint a regionális Barcelona-Valencia-Alicante járatok és a Rodalies de Catalunya regionális járatok Katalóniában. A Tortosa és Barcelona-Sants közötti, L'Aldea, L'Hospitalet de l'Infant, Cambrils és Camp de Tarragona érintésével 2020 februárjában nagysebességű Avant szolgáltatást vezettek be, emellett az Euromed szolgáltatás 2 óra 35 perces menetidővel köti össze Barcelonát Valenciával, amely akár 220 km/h sebességgel közlekedik.

## Galéria

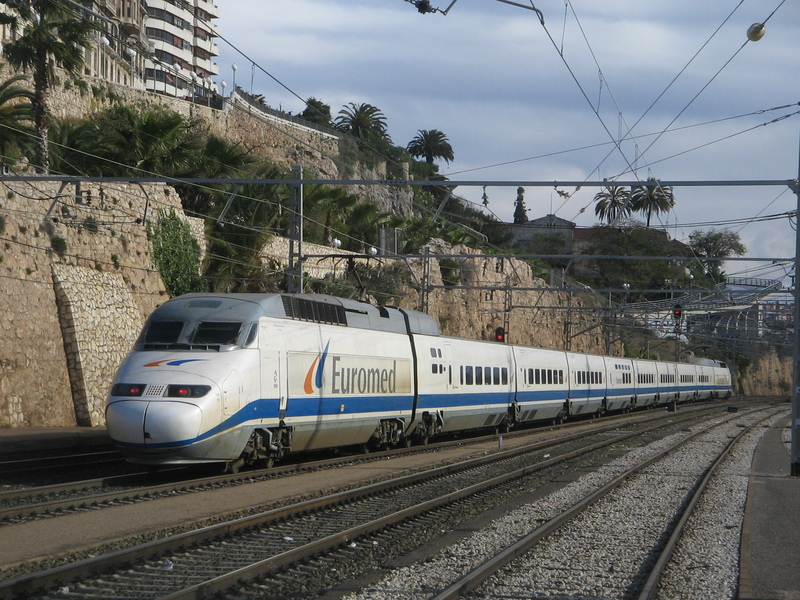
Tarragona állomás
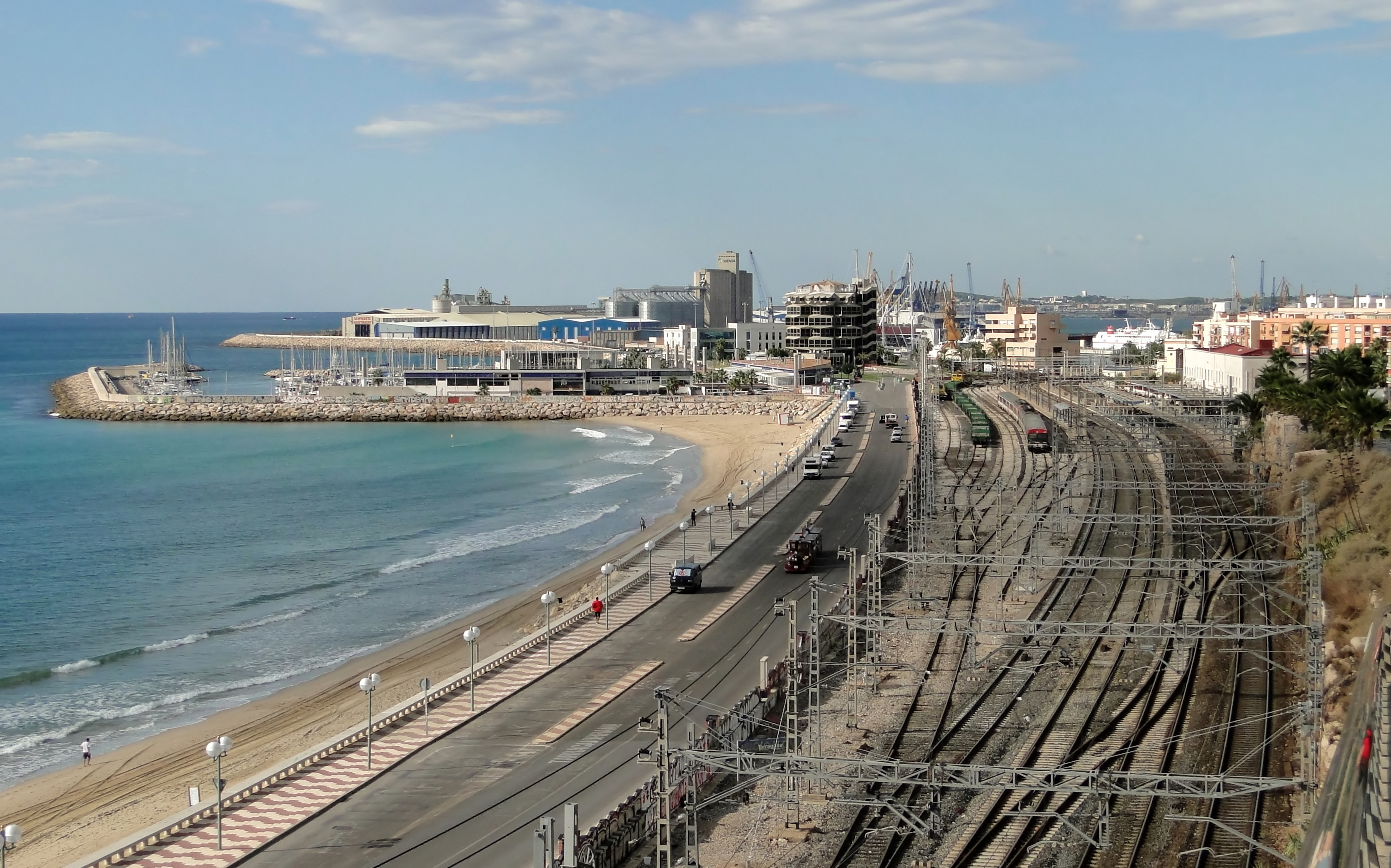
Tarragona állomás
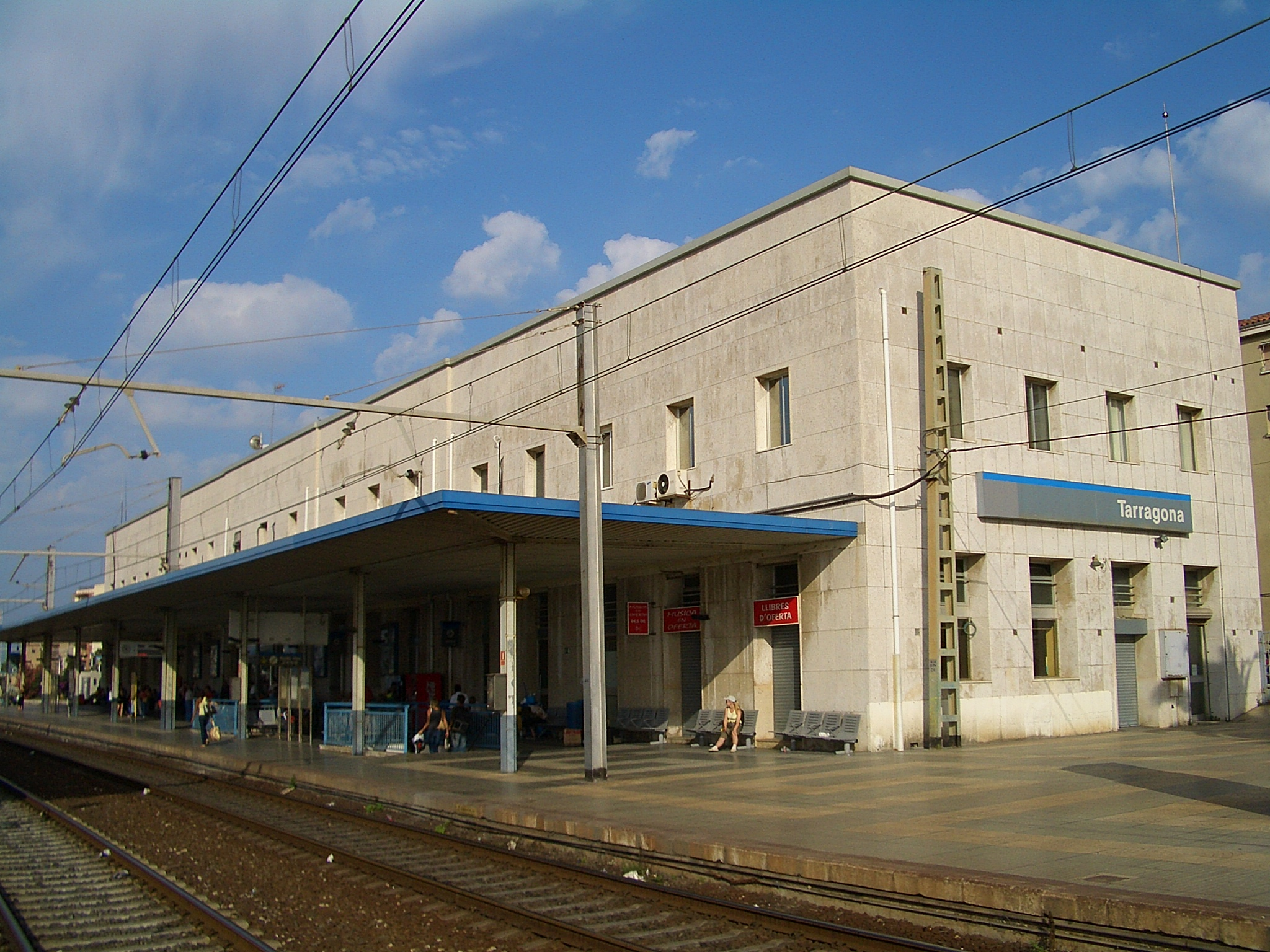
Tarragona állomás
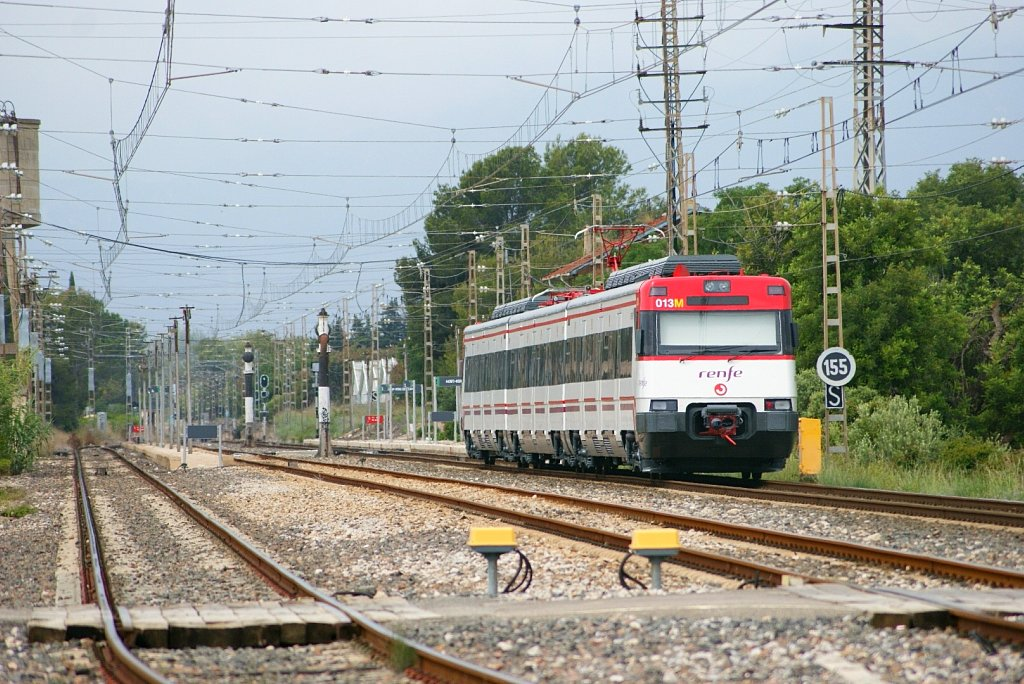
Mont-roig del Camp
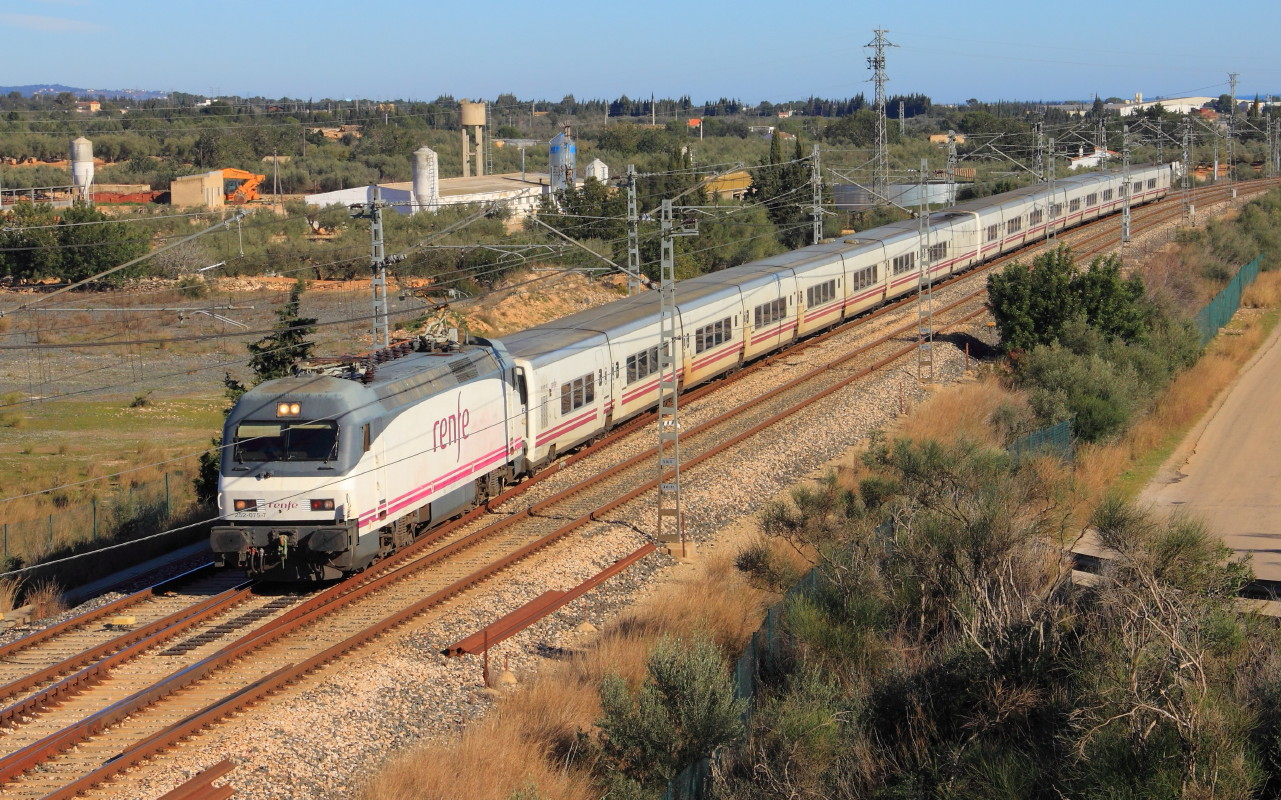
Estación de Aldea-Amposta-Tortosa állomás közelében
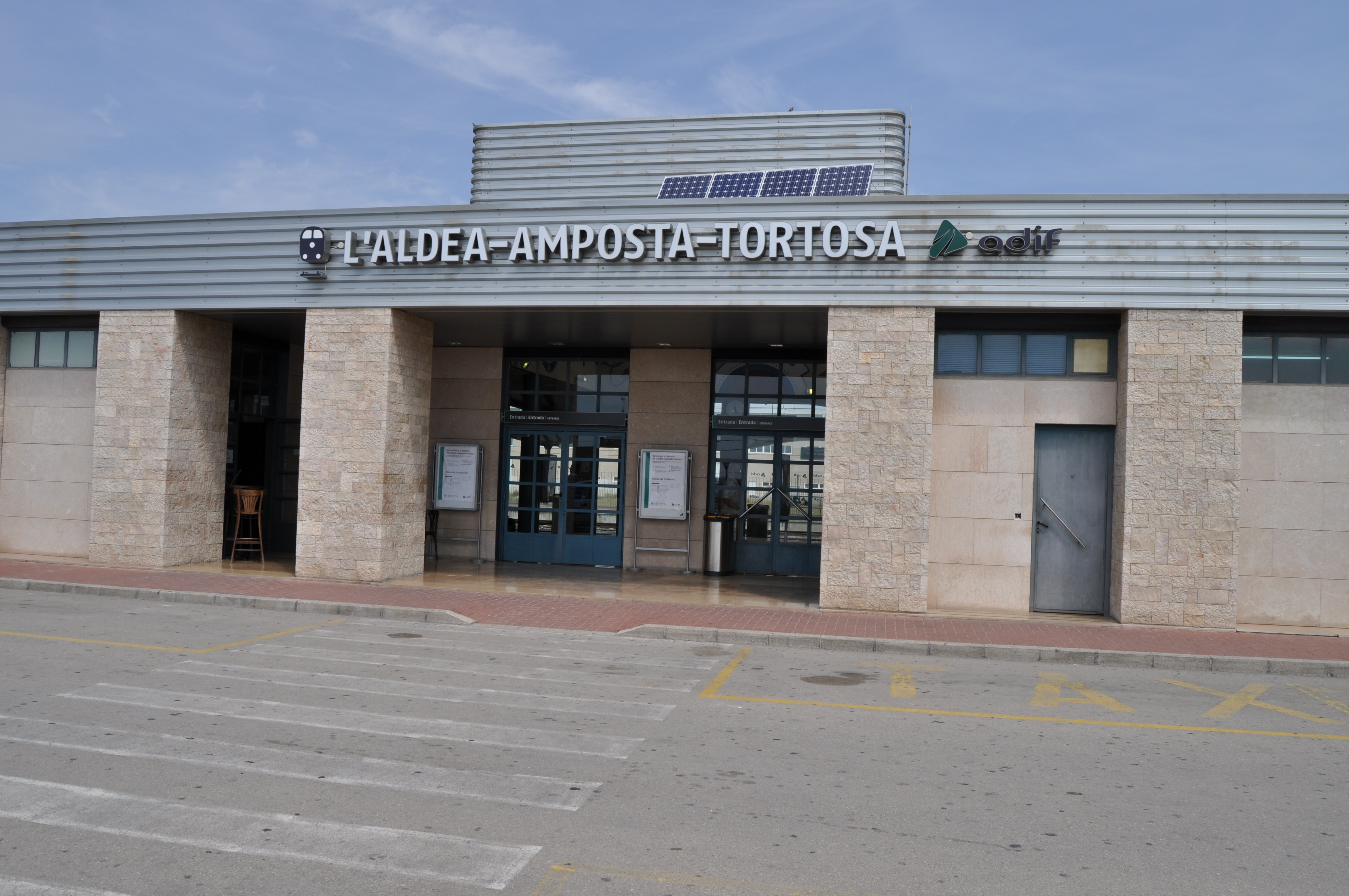
L'Aldea-Amposta-Tortosa állomás
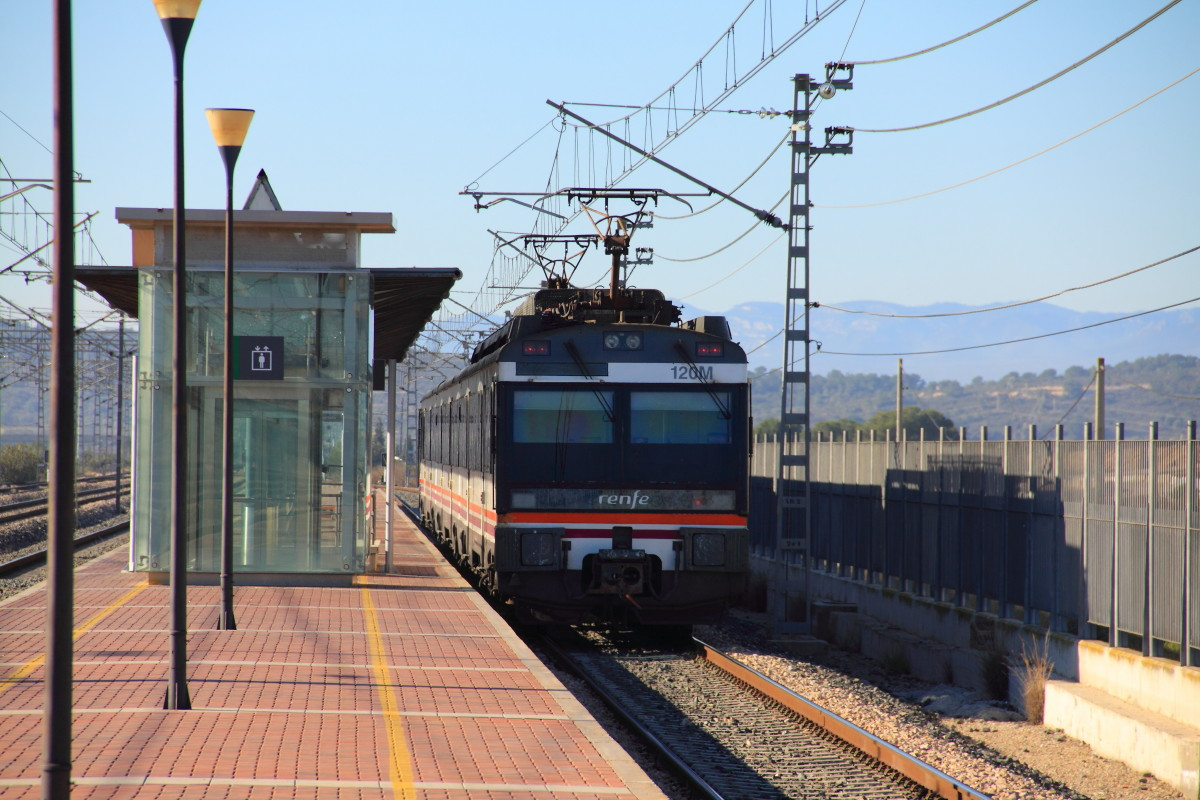
L'Aldea-Amposta-Tortosa állomás
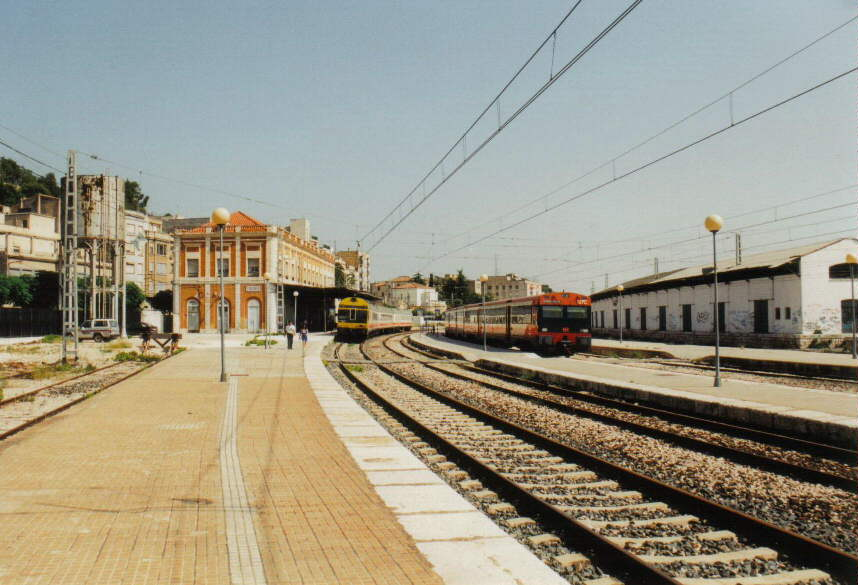
Tortosa állomás (2002)
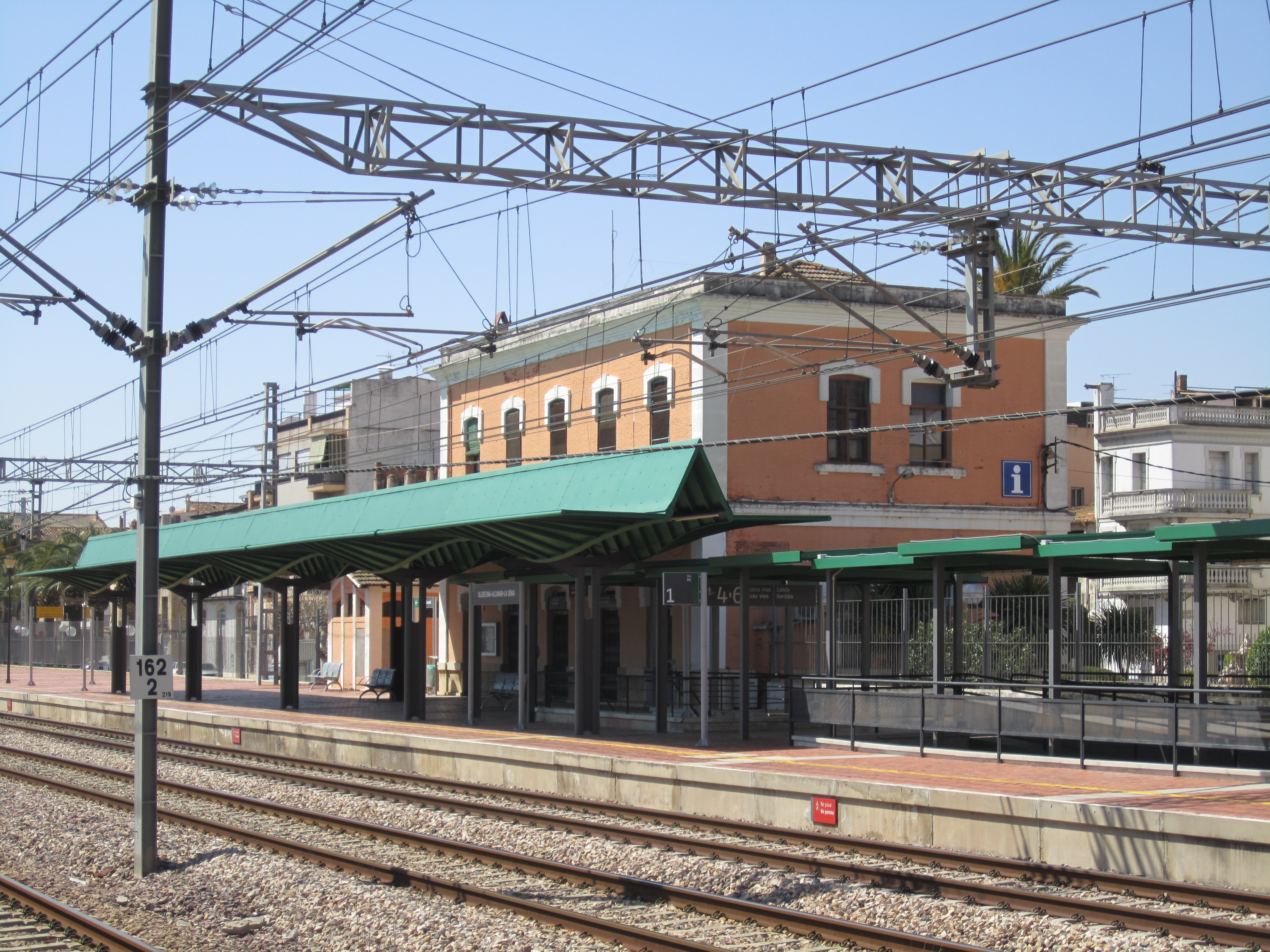
Ulldecona-Alcanar állomás
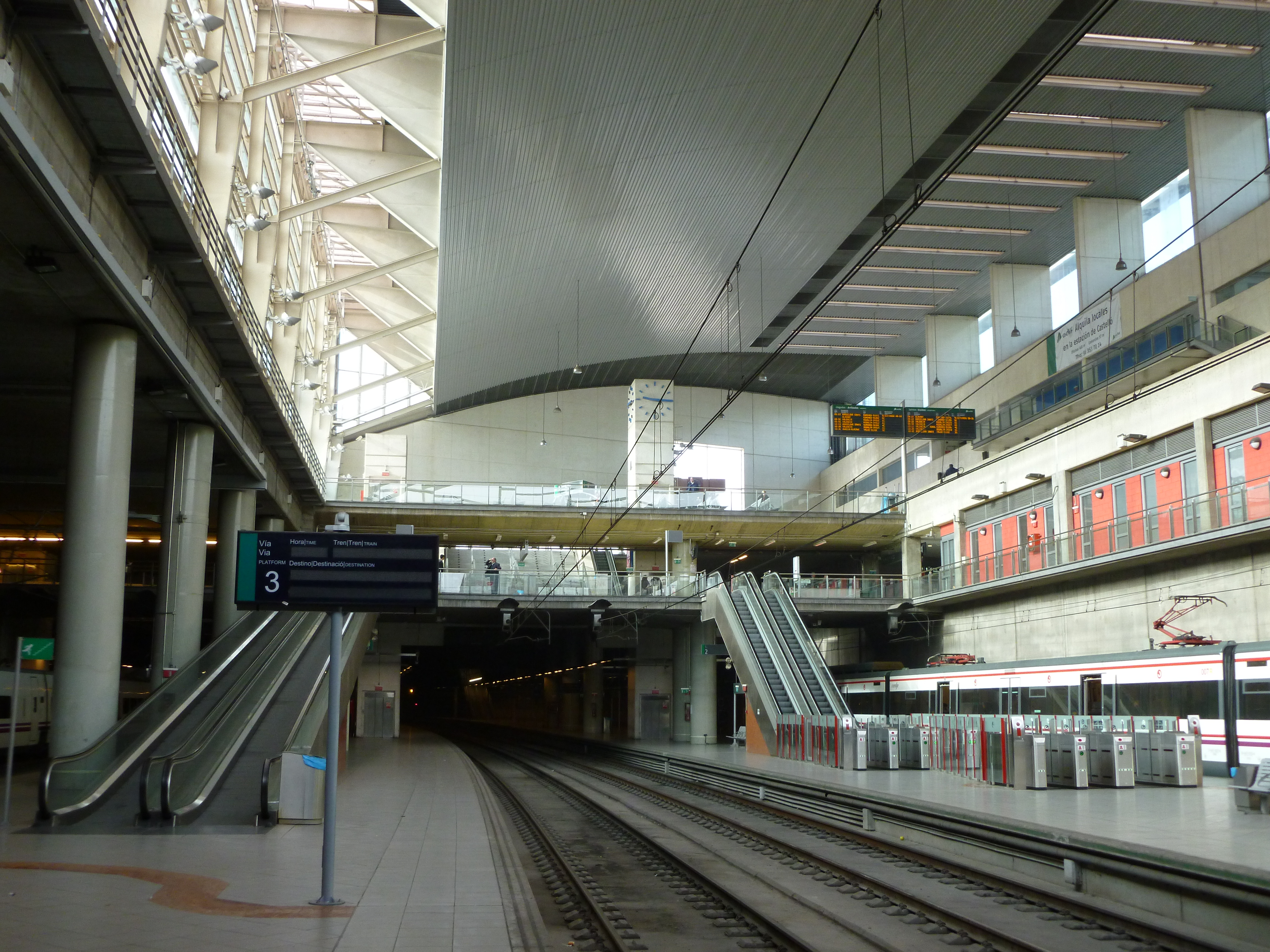
Castellón állomás
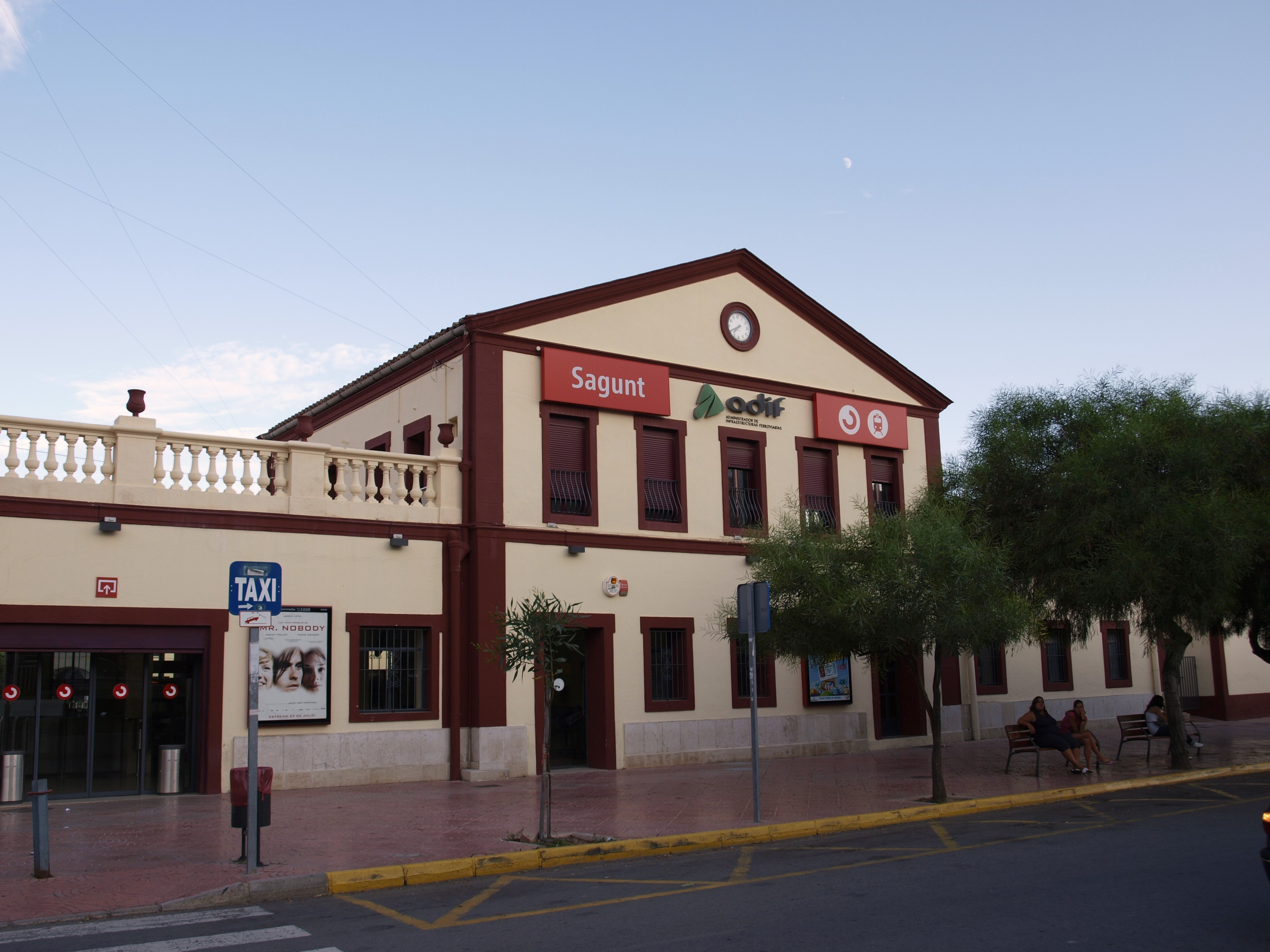
Sagunto állomás
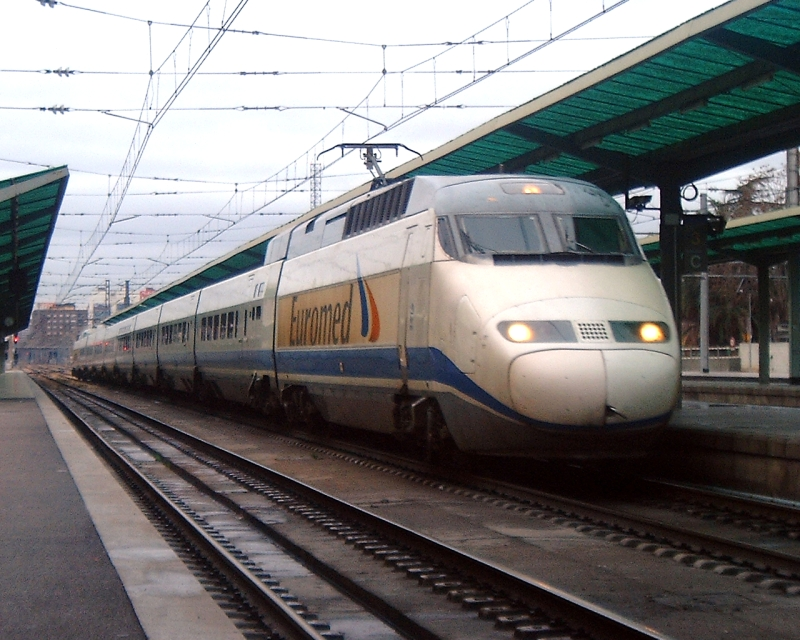
Valencia Estación del Norte
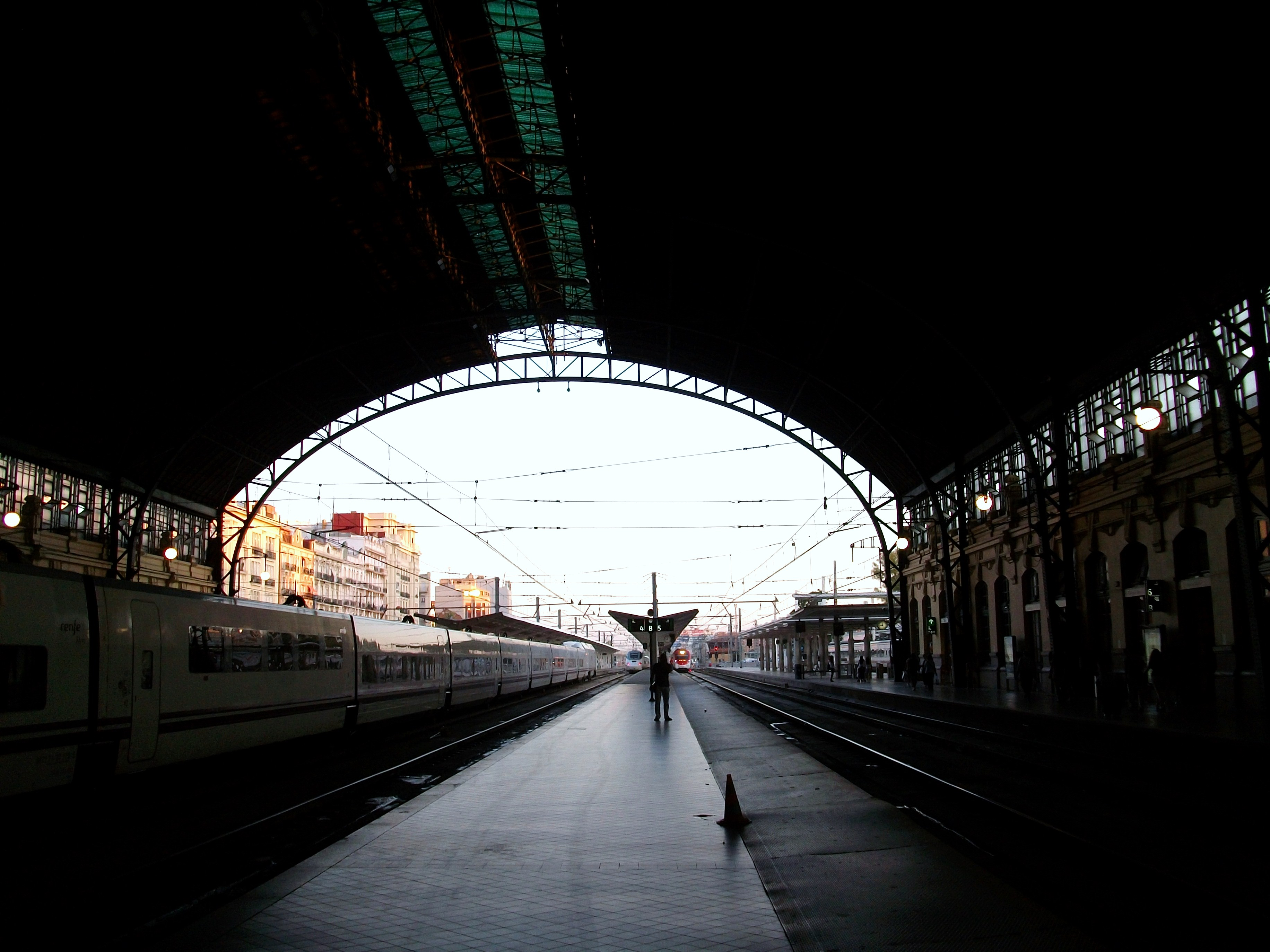
Valencia Estación del Norte
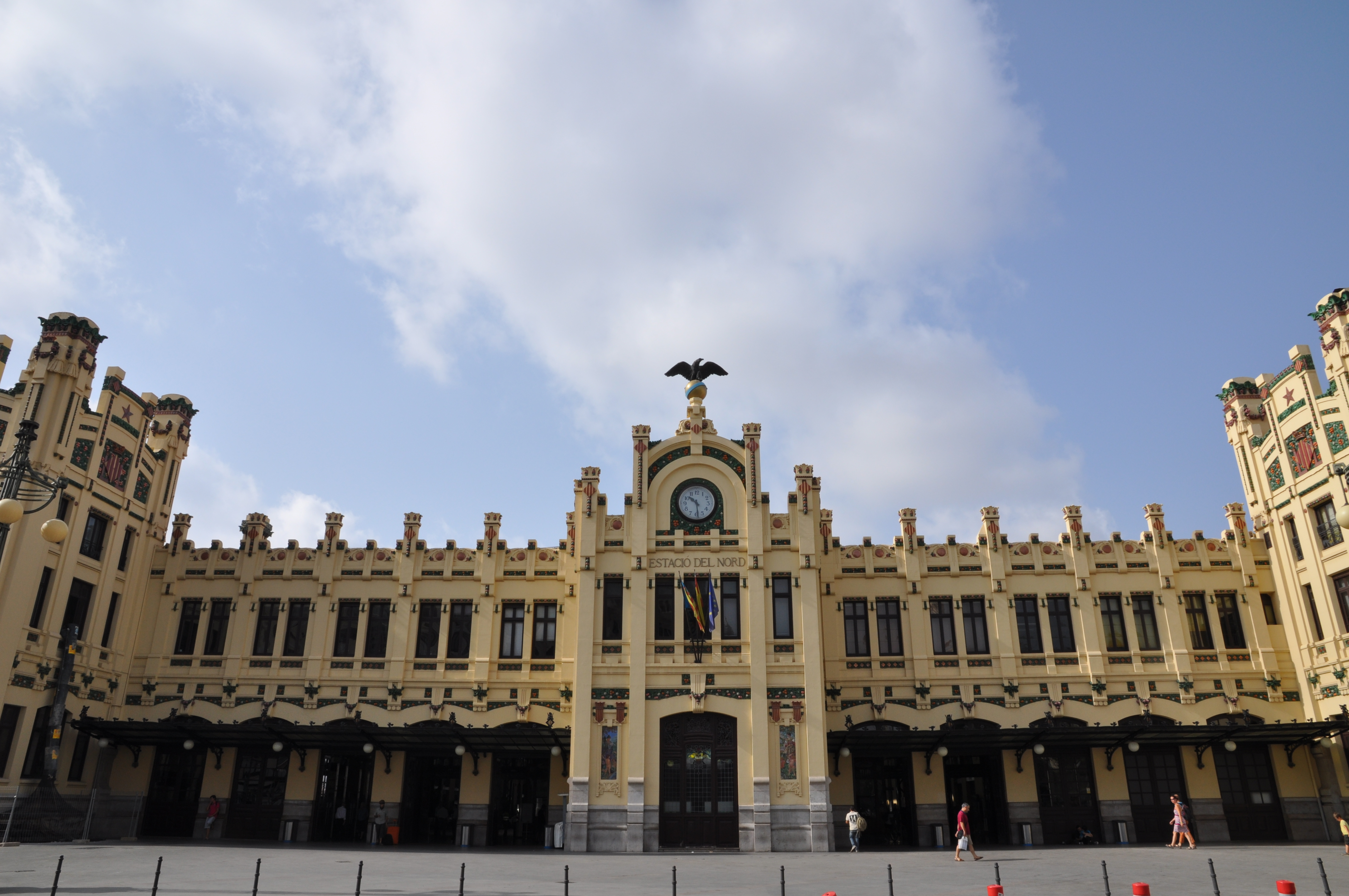
Valencia Estación del Norte